# بادي فالسترو
بارتلو «بادي» فالسترو الابن. (ولد في 3 مارس 1977)هو شيف أيطالي-أمريكي شهير. منظم، وشخصية تلفزيون الواقع. وهو صاحب مخبز كارلو.
وربما من الأفضل ان يعرف باسم نجم سلسلة تلفزيون الواقع كيك بوس، الذي عرض لأول مرة في أبريل 2009. كما أنه تألق في برنامج كيتشن بوس (2011)، و نكست كريت بيكر (2010) و أيضاً برنامج بادي ومخبز الإنقاذ (2013).

## النشأة
ولد فالسترو في هوبوكين، نيو جيرسي من بادي فالسترو، الأب، وماري فالسترو في 3 مارس 1977، ونشأ في ليتل فيري، نيو جيرسي، وهوبوكين، نيو جيرسي. بدأ فالسترو العمل في أعمال عائلته،مخبز كارلو في سن 11، جنبا إلى جنب مع والده. توفي والد فالسترو في عام 1994 عندما كان عمره 17 عاما، ولقد خلف أباه في المنصب الجديد «رئيس المخبز».

## عائلته
بادي فالسترو يقيم في ليتل فيري، نيو جيرسي، مع زوجته ليزا، وأربعة أطفال. أيضا لديه أربع أخوات خطوة الأب، سيرجيو.

## وظيفته

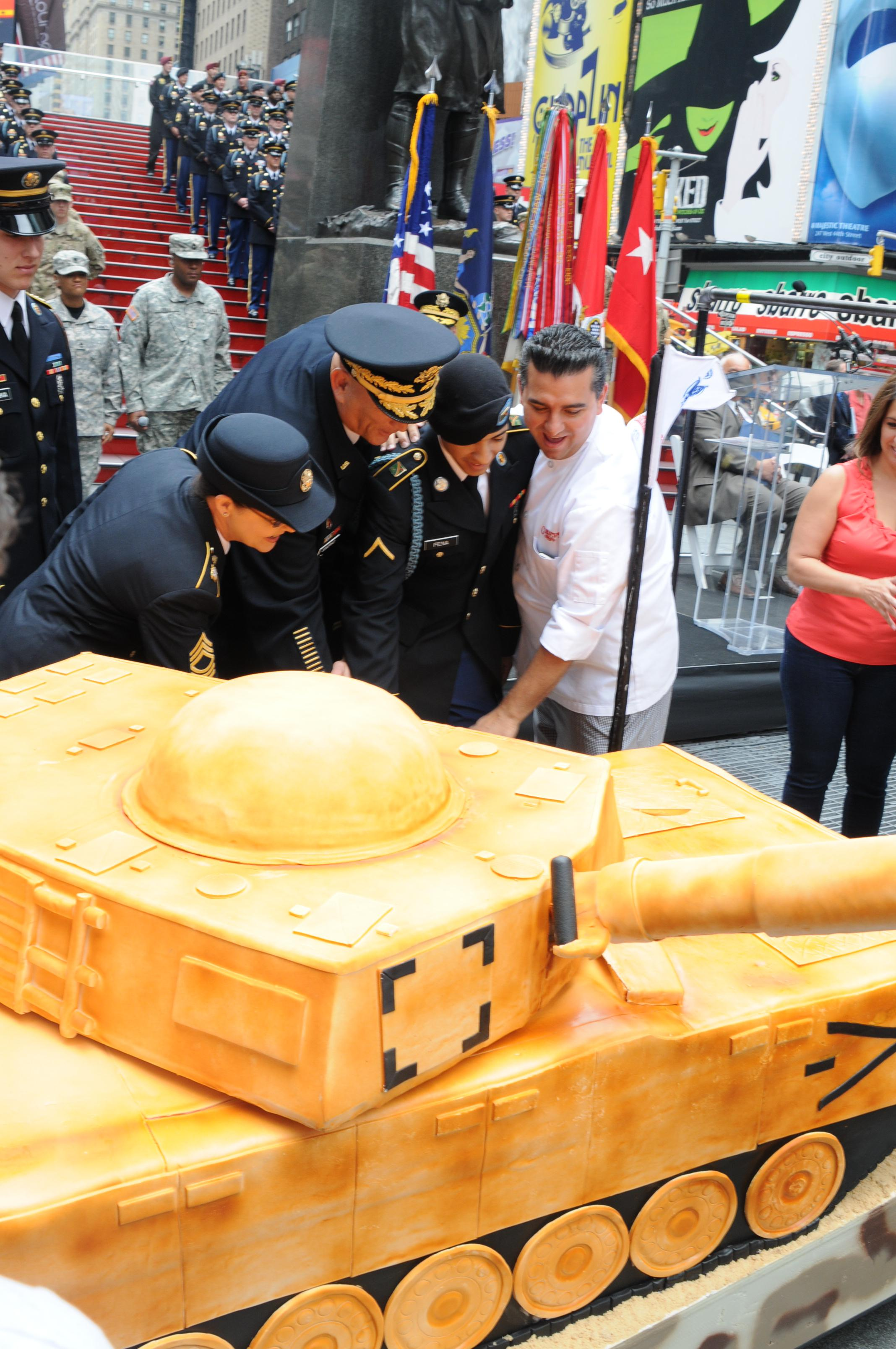
بادي فالسترو (على اليمين)، الجنرال ريموند أوديرنو أعضاء آخرين أيضا من جيش الولايات المتحدة في تايمز سكوير لقطع كعكة للاحتفال بعيد الجيش 238 في عام 2012.

بادي هو مالك ورئيس الخبازين في مخبز كارلو - المخبز عرض في برنامج كيك بوس. منذ افتتاح مخبز كارلو، تم افتتاح 7 مخابز أخرى نظراً للشعبية بسبب عرض البرامج التلفزيونية.

في يناير 2012، ونتيجة اهتمام المتجر والمسلسلات التلفزيونية قد جلبت إلى هوبوكين، مراسل من صحيفة هدسون سمى فالسترو بدرجة شرف في قائمتها لمقاطعة هدسون، للخمسين شخصاً الأكثر نفوذاً في هدسون، نيوجيرسي.

يوجد مخبر كارلو حالياً في 6 مواقع في ولاية نيو جيرسي - هوبوكين، نيو جيرسي. مارلتون، نيو جيرسي. موريستاون، نيو جيرسي. البنك الأحمر، نيو جيرسي. ريدجووود ونيوجيرسي ويستفيلد، نيو جيرسي. لاس فيغاس هي أيضاً موطن لمخبز كارلوس. يمتلك المخبز أيضاً 9 مواقع في كروز لاينز النرويجية. مصنع لاكاوانا بالقرب من مدينة جيرسي، هي بمثابة مكتب الشركة لنمو الأعمال، يستخدم كمساحة إضافية لإنشاء الكعك وخاصةً الزفاف، كذلك خبز المخبوزات ونقل بضائعهم في جميع أنحاء البلاد.

أطلقت بادي شركة تنظيم الحفلات والتموين،شركة .أطلقت الشركة في يونيو 2014، وتتخصصت في تقديم الطعام كل شيء من فعاليات الشركة ليجمع الأسرة، بالإضافة إلى تخطيط واحد من نوعها الأحداث من حفلات الزفاف إلى المهرجانات.

## البرامج التلفزيونية على TLC
| اسم البرنامج بالعربي                | اسم البرنامج بالانكليزي | ترجمة الاسم          | تاريخ الصدور | تاريخ الإنتهاء |
| ----------------------------------- | ----------------------- | -------------------- | ------------ | -------------- |
| كيك بوس                             | Cake Boss               | سيد قوالب الحلوى     | 2009         | إلى حد الآن    |
| كيتشن بوس                           | Kitchen Boss            | سيد المطبخ           | 2011         | 2012           |
| ذا نكست جريت بيكر                   | The Next Great Baker    | الخباز العظيم التالي | 2010         | إلى حد الآن    |
| بادي بيكري ريسكيو (سابقاً بيكري بوس) | Buddy's Bakery Rescue   | بادي ومخبز الإنقاذ   | 2013         | إلى حد الآن    |

## روابط خارجية
- بادي فالسترو على موقع IMDb (الإنجليزية)
- بادي فالسترو على موقع قاعدة بيانات الفيلم (الإنجليزية)